# Metopius dentatus
Metopius dentatus là một loài tò vò trong họ Ichneumonidae.

## Hình ảnh

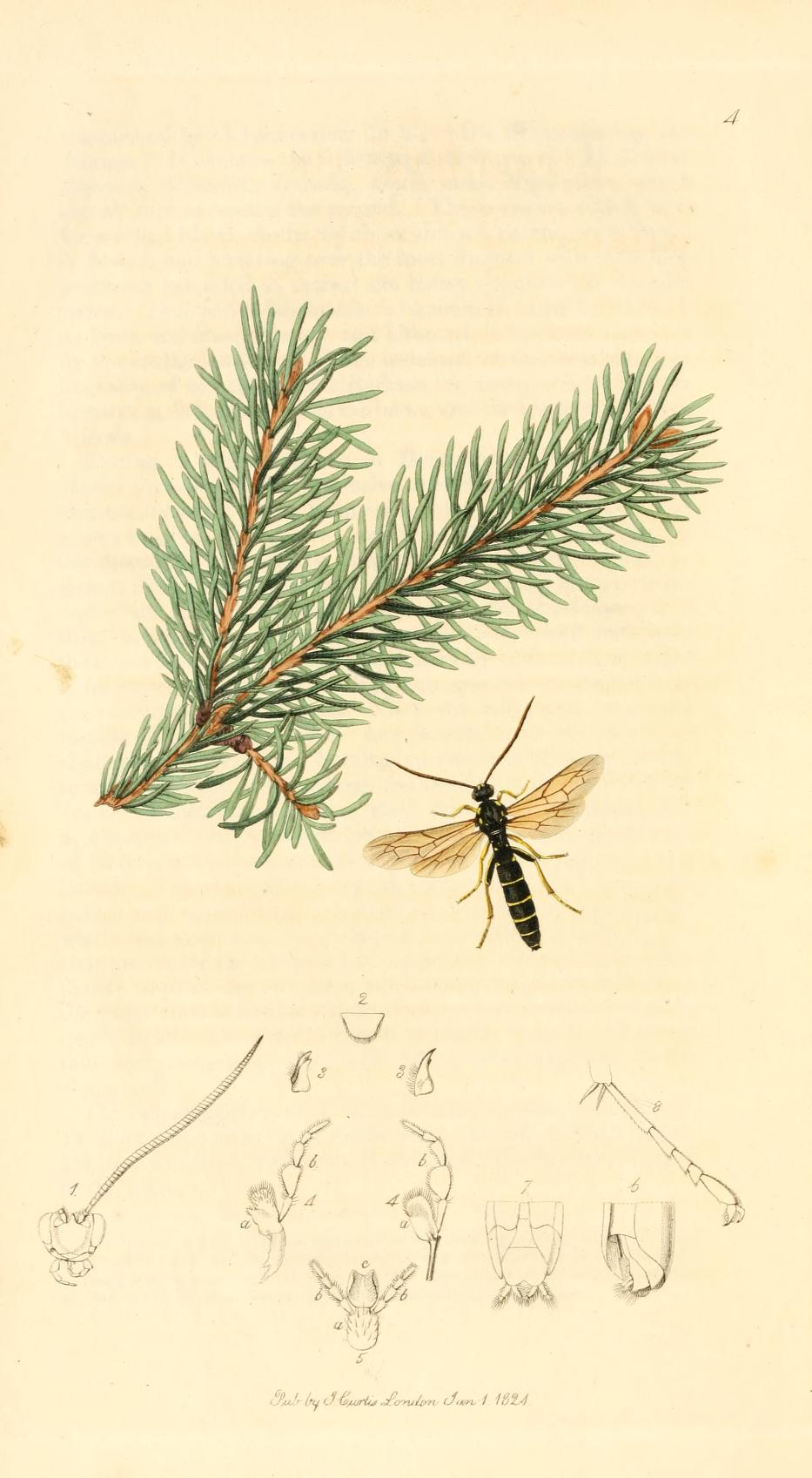